# 토리딘콜라과
토리딘콜라과(Torridincolidae)는 식균아목에 속하는 딱정벌레과의 하나이다. 7개 속에 약 60여 종으로 이루어져 있다.

## 하위 분류
- 델레베아아과 (Deleveinae)
  - 델레베아속 (Delevea)
  - Satonius
- 토리딘콜라아과 (Torridincolinae)
  - Claudiella
  - Iapir
  - Incoltorrida
  - 토리딘콜라속 (Torridincola)
  - Ytu